# Premios Streamy
Los Premios Streamy son unos premios presentados anualmente por la Academia Internacional de Televisión Web (IAWTV, tomando las iniciales del nombre en inglés) para reconocer la excelencia en la producción de televisión web, incluyendo dirección, producción, actuación y guion. Estos premios fueron creados por los productores ejecutivos Drew Baldwin, Brady Brim-DeForest y Marc Hustvedt de Tubefilter; y Joshua Cohen y Jamison Tilsner de Tilzy.tv. La ceremonia de entrega de estos galardones tiene lugar en Los Ángeles, California.
Actualmente hay 36 categorías, incluyendo la Elección de la audiencia y el Premio Visionario. Fueron anunciados por primera vez el 28 de marzo de 2009, e incluían premios individuales (Mejor actor masculino y femenino, mejor director, etc.), y otros para series web.
La segunda ceremonia anual de los Streamy fue dirigida por el actor Paul Scheer en el Orpheum Theatre, en Los Ángeles, el 11 de abril de 2010.

## Categorías

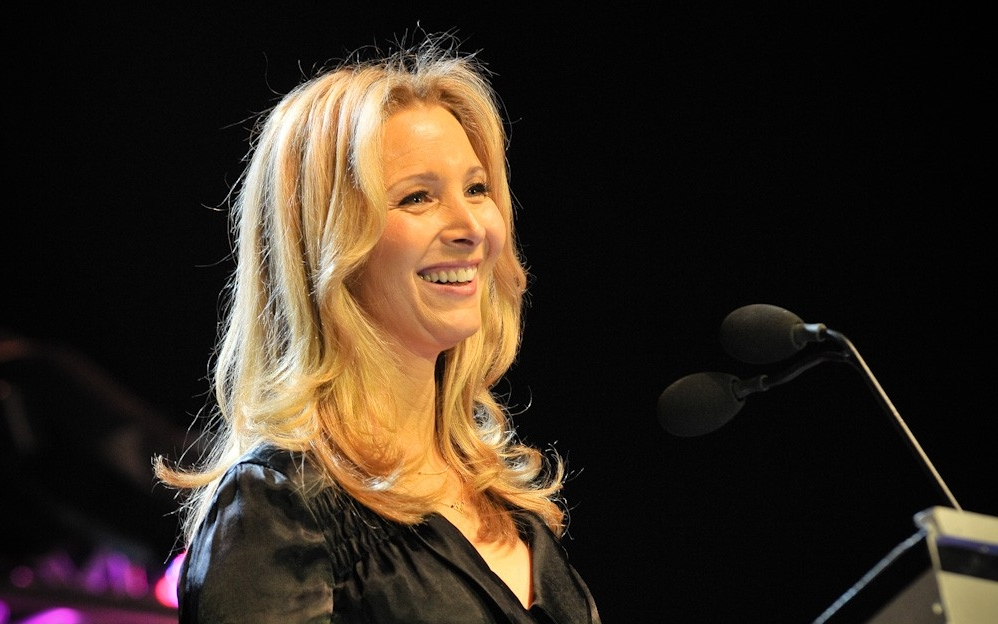
Lisa Kudrow en la primera entrega de los Premios Streamy.

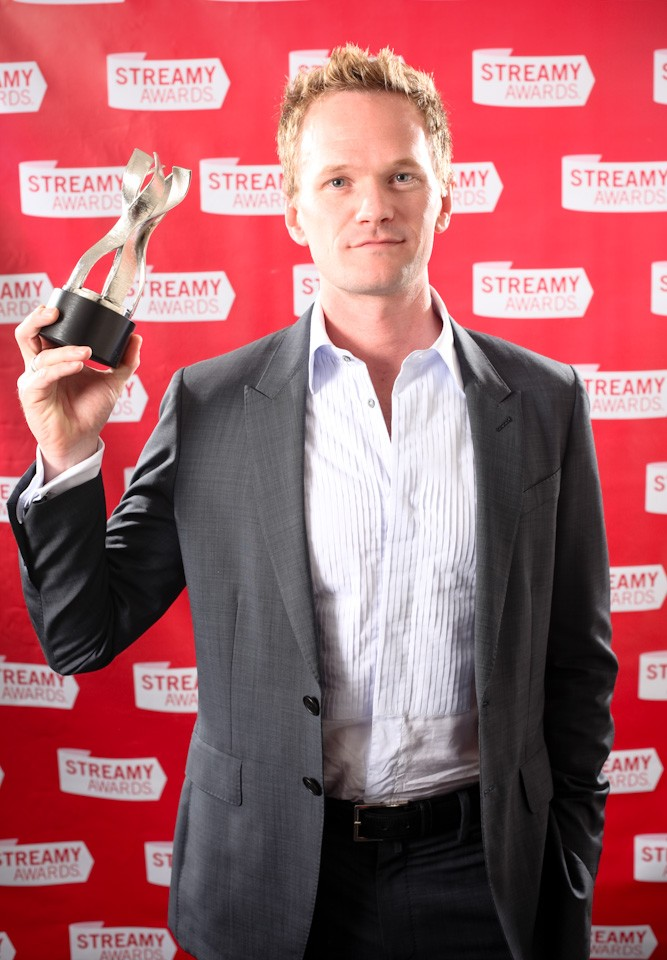
Neil Patrick Harris, ganador del Streamy 2009 como mejor actor en la categoría web serie de comedia

### Galardones
Programa
- Mejor Serie Web dramática
- Mejor Serie Web cómica
- Mejor Serie Web invitada
- Mejor Serie Web de actualidad y política
- Mejor Serie Web documental
- Mejor Nueva Serie Web
- Mejor Serie Web de acompañamiento
- Mejor Serie Web de animación
- Mejor Serie Web de entretenimiento
- Mejor Serie Web experimental
- Mejor Serie Web Extranjera
- Elección de la audiencia

Dirección
- Mejor dirección de comedia
- Mejor dirección de drama

Guion
- Mejor guion de comedia
- Mejor guion dramático

Actuación
- Mejor actor de comedia
- Mejor actriz de comedia
- Mejor actor dramático
- Mejor actriz dramática
- Mejor artista de reparto
- Mejor artista invitado

Web
- Mejor web
- Mejor VideoBlog

Técnica
- Mejor edición
- Mejor cinematografía
- Mejor director de arte
- Mejor sonido
- Mejor efectos visuales
- Mejor animación
- Mejor productor
- Mejor banda sonora
- Mejor experiencia de usuario
- Mejor integración
- Mejor experiencia de usuario para móviles

### Categorías especiales
Las categorías especiales son votadas en unos comités especiales, además de por otros miembros de la academia, como el Premio Visionario.